# Èridu

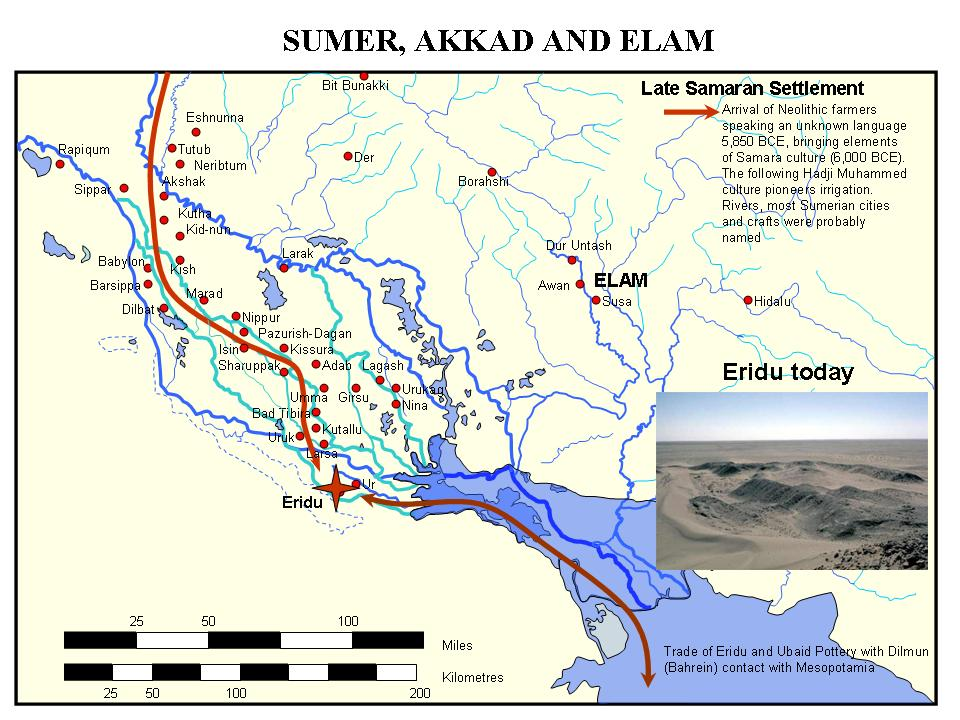
Mapa

Èridu i Babilònia d'Hammurabi, 1792 al 1750 aC

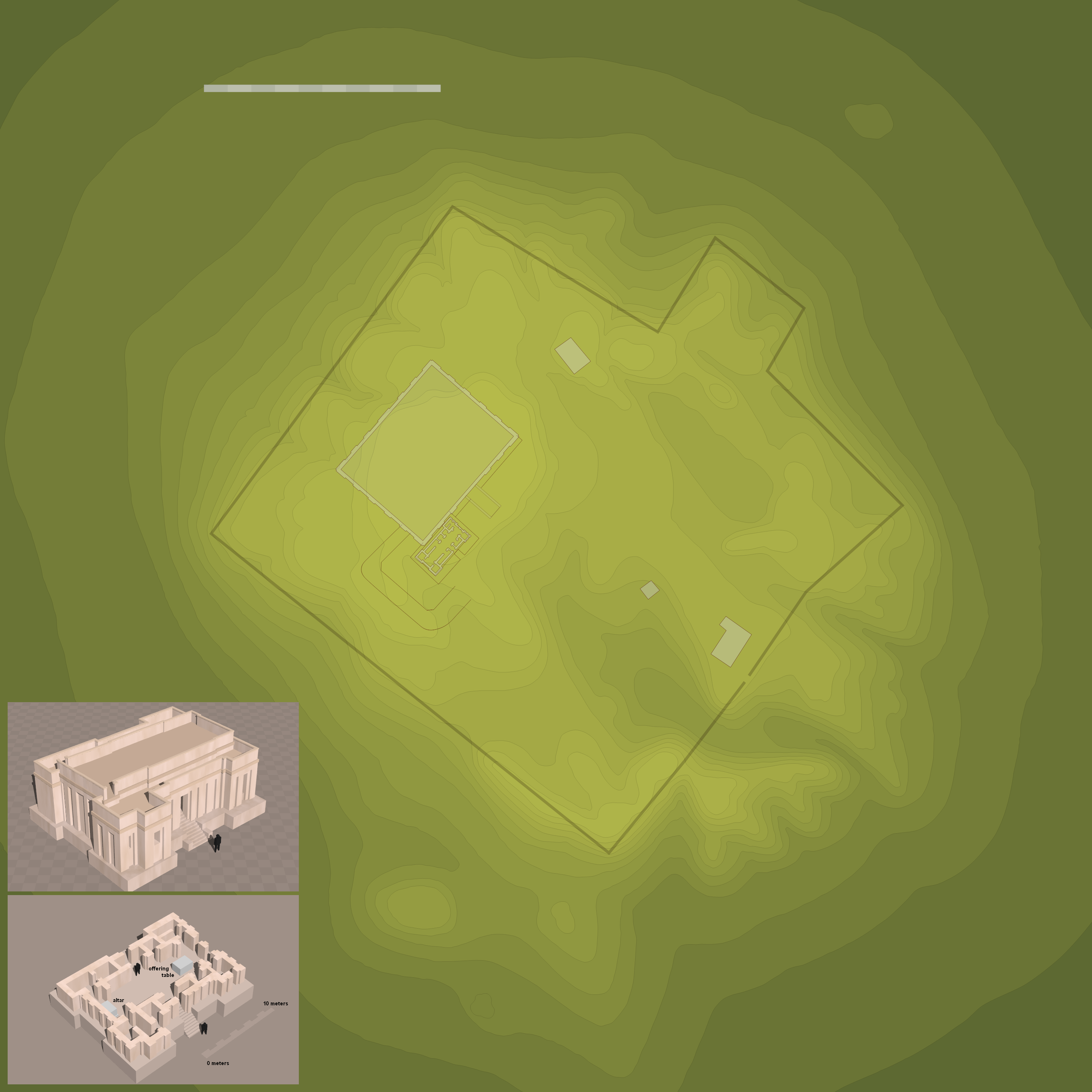
Temple d'Abzu

Èridu (sumeri: Eridu; transliterat: Eriduki; logograma cuneïforme: 𒉣𒆠 (signes literals: NUN.KI) fou una ciutat de Mesopotàmia. El seu nom vol dir 'ciutat poderosa'.
En els començaments de la civilització sumèria, la ciutat d'Èridu va ser el centre d'una cultura que va tenir certa hegemonia temporal, que després va passar a Badtibira. Èridu fou el primer lloc de la baixa Mesopotàmia on es va donar la vida sedentària testimoniada per una sèrie d'estrats descoberts a l'extrem sud del país i que també es presenten a Ur, Tell al-Ubaid i la kala d'Hajji Mohammed, a l'oest d'Uruk, i arriben fins a Nippur, al centre de Babilònia (Sumèria) i Ras el-Amya, més al nord. La ceràmica està treballada al torn lent, i és generalment monocolor amb dibuixos geomètrics, de vegades com aquarel·les en fons blanc; hi apareixen rarament representacions d'animals. Els colors més usats són el violeta i el verd. La forma clàssica és un plat amb vora ampla i abundant decoració interior. Poques vegades tenen pics o anses.
La llista de reis de Sumèria diu que quan la reialesa va baixar del cel, Èridu en fou la primera ciutat, i dona el nom d'alguns reis: Alulim (28.800 anys), Alalngar (36.000 anys); dos reis sense nom (64.800 anys). Després "va caure, i la reialesa va passar a Bad-tibira" (Badtibira). Evidentment, el temps de regnat és totalment llegendari. La mitologia sumèria l'esmenta com una de les cinc ciutats construïdes abans del diluvi.
Adapa U-an, anomenat el primer home, meitat humà i meitat déu, que tenia el títol d'Abgallu (ab= 'aigua', gal= 'gran', lu= 'home') d'Eridu, és considerat el fundador de la civilització que hauria portat des de Dilmun (probablement Aràbia oriental), i va servir a Alulim. En la mitologia sumèria, Èridu fou la seu del temple d'Abzu del déu Enki, la versió sumèria del déu accadi de l'aigua, Ea. Com totes les deïtats, Enki va començar com a déu local, i va compatir amb Anu i Enlil el govern de l'univers; el seu regne eren les aigües que rodejaven el món sota les quals residia (sumeri ab= 'aigua'; zu= 'lluny'). Texts babilonis parlen de la creació d'Èridu pel déu Marduk, com la primera ciutat sagrada, residència dels altres déus.
La seva fundació s'hauria produït vers el 5400 aC i llavors estava a la costa o molt propera, tot i que actualment es troba a l'interior pels dipòsits al·luvials del Tigris i Eufrates. S'hauria format en un lloc de confluència de tres ecosistemes separats amb accés a l'aigua en un entorn desèrtic. La cultura inicial agrícola era d'explotació intensiva en regadiu, derivada de la cultura de Samarra més al nord, amb canals i edificis de rajoles de fang. Les cultures d'Aràbia oriental eren de caçadors i pescadors i, junt amb influències de Samarra, haurien estat els primers grangers en aquesta zona i, per tant, els primers sumeris. Vivien en cabanes de làmines; també hi hauria hagut influències dels pastors nòmades semites d'ovelles i cabres que vivien en tendes a les zones semidesèrtiques. Aquestes tres influències apareixen implicades en els primers nivells d'Èridu. L'establiment urbà va quedar centrat per un temple que formava un gran complex de rajoles de fang dins una depressió que permetia acumular aigua. L'evolució cap als edificis de rajola dataria del 5000 aC; va durar fins al 2900 aC i ocupava unes deu hectàrees.
Al final del tercer mil·lenni aC, la ciutat havia declinat i hi ha poques proves d'ocupació després d'aquesta data. Divuit temples de rajoles, l'un sobre l'altre formen un inacabat ziggurat anomenat d'Amar-Sin (vers 2047–2039 aC). S'han trobat extensos dipòsits de restes de peix que mostren una continuïtat amb la cultura d'Abzu, del déu Enki, i una ocupació i observança religiosa tan prolongada mostra l'origen indígena de la civilització sumèria.
Va ser sempre independent, menys del 2335 aC fins al 2220 aC, en què va pertànyer a Akkad. Vers el 2164 aC, va ser sotmesa a Lagash. El 2003 aC, fou conquerida pels elamites encapçalats pel Regne de Simashki; el 1998 aC va passar a Isin i el 1925 aC a Larsa.
Èridu va estar abandonada llargs períodes fins que fou finalment abandonada del tot al segle vi aC (vers 600 aC) i va caure en ruïnes; l'expansió de les dunes d'arena i la salinitat de la plana en direcció a la mar limitava la seva agricultura. Quan fou reconstruïda sota els neobabilonis, fou com un temple en honor de la seva antiga història.

## Arqueologia
El lloc de Tell Abu Shahrain, prop de Bàssora, fou excavat per J. E. Taylor el 1855; R. Campbell Thompson el 1918, i H. R. Hall el 1919. Altres excavacions van seguir el 1946 fins al 1949.
L'egiptòleg David Rohl pensa que fou el lloc de la torre de Babel, perquè el ziggurat de la ciutat és molt més gran que la resta i s'acosta més a la descripció bíblica de la inacabada torre de Babel. El nom de NUN.KI de la ciutat va ser donat després a Babel.